# Statusbalk
De statusbalk is een onderdeel (een widget) van een grafische gebruikersomgeving waarin de status van het computerprogramma wordt weergegeven. De statusbalk bevindt zich doorgaans onderaan een venster. Een statusbalk is vaak onderverdeeld en elk deel bevat bepaalde informatie over het programma.
Naast het weergeven van de status wordt de statusbalk ook wel gebruikt om andere informatie weer te geven, zoals de beveiligingsstatus en eventuele geblokkeerde cookies in webbrowsers. In webbrowsers toont de statusbalk ook vaak de volledige URL wanneer de gebruiker de muis boven een bepaalde link houdt.
Een statusbalk kan ook alleen uit tekst bestaan; deze komen voornamelijk voor in niet-grafische applicaties. In zulke programma's is de statusbalk eigenlijk een regel tekst die informatie weergeeft over de status en bijvoorbeeld beschikbare toetscombinaties. Deze regel tekst is vaak de onderste regel - de overige regels worden gebruikt voor het tonen van de gegevens van het programma (bijvoorbeeld de tekst in een teksteditor, zoals Emacs).
Een applicatie kan ook tooltips gebruiken om extra informatie te tonen; dit zijn korte informatieve teksten die verschijnen wanneer de gebruiker de cursor stilhoudt boven een item van de grafische gebruikersomgeving.